# Momias tridáctilas de Nazca
Las momias de Nazca (oficialmente momias tridáctilas de Nazca) es el nombre atribuido a un grupo de cadáveres momificados de distintas formas y tamaños encontrados en Nazca, Perú. Estas figuras presentan físicamente ciertas características humanoides, lo cual ha sido objeto de muchas controversias acerca de su origen y/o veracidad.  
La exhibición de los cadáveres momificados fue presentado en el Congreso mexicano el 13 de septiembre de 2023, cuando el ufólogo Jaime Maussan mostró lo que afirmó ser dos cadáveres antiguos de «seres extraterrestres no humanos». Se trató de la primera audiencia pública sobre fenómenos aéreos no identificados, un hecho que fue transmitido en el Canal del Congreso y que posteriormente generó debate a nivel internacional, incluyendo denuncias por apropiación de zonas arqueológicas. Una nueva exhibición se realizó en el Congreso peruano el 9 de noviembre de 2024.

## Acontecimientos
Su presentación de 2023 fue parte de la audiencia inaugural del Congreso mexicano sobre ovnis. Durante el proceso, Maussan presentó los supuestos cadáveres de extraterrestres, que estaban encerrados en contenedores de vidrio. Según la información proporcionada, estos restos supuestamente fueron descubiertos en 2017 en Cuzco, Perú. La datación por radiocarbono indicó que podrían tener hasta 1800 años de antigüedad.
Cabe destacar que el periodista ya presentó un avance de los supuestos hallazgos en un documental de History en 2020, cuyo proceso de obtención de las momias generó inconvenientes. En 2019, el Ministerio Público del Perú solicitó a la Universidad Nacional San Luis Gonzaga que entregara las momias custodiadas, ya que eran patrimonio arqueológico, pero la universidad se negó a aceptarlas. En 2022, Leandro Rivera Sarmiento, uno de los participantes que se había atribuido como descubridor original de los cadáveres momificados, fue sentenciado a prisión por daños al patrimonio.
Maussan afirmó que más del 30 % del ADN extraído de los especímenes era «desconocido», sugiriendo que estos seres «no son parte de nuestra evolución terrestre». Durante la audiencia también se mostraron radiografías de las muestras. Los expertos que testificaron bajo juramento afirmaron que uno de los especímenes parecía contener estructuras que se asemejaban a óvulos u ovarios, mientras que el otro tenía implantes elaborados con metales poco comunes, como el osmio.

## Recepción y críticas
La presentación de los cadáveres momificados generó un gran interés en México y a nivel internacional. De hecho, los congresistas peruanos Paúl Gutiérrez y Germán Tacuri estuvieron en las conferencias posteriores al evento. Sin embargo, el Congreso no llegó a la conclusión de que los materiales presentados por Maussan procedieran de «extraterrestres». Mientras que la NASA desconocía la naturaleza de esas figuras, no fue hasta noviembre de 2023 cuando el Parlamento mexicano debatió sobre su autenticidad.
Por otro lado, algunas de las afirmaciones anteriores de Maussan han sido desacreditadas, lo que ha llevado al escepticismo en torno a sus últimas afirmaciones. Otros científicos consideraron que esas momias eran un fraude científico, incluido el ufólogo Anthony Choy. Posteriormente, medios de comunicación de Perú identificaron que las «momias de Nazca» fueron armadas con restos de momias del antiguo Perú en el año 2017, con el fin de comercializarlas en el mercado negro.
La exhibición continuó realizándose en México con nuevo material, incluido el supuesto cuerpo humano llamado «María», cuya veracidad fue desacreditada anteriormente por el diario El Comercio en 2021. Además, se planteó un proyecto para modificar la Ley de Transparencia y difundir investigaciones de seres no humanos por el Estado de México.
Posteriormente, en octubre de 2023, el Ministerio de Cultura de Perú intervino figuras desde las instalaciones de DHL. Estas representaciones, con de tres dedos cada mano, fueron supuestamente destinadas a Maussan para informar otros hallazgos. En 2024, el arqueólogo peruano Flavio Estrada Moreno, del Instituto de Medicina Legal y Ciencias Forenses del Ministerio Público, concluyó que las figuras incautadas eran falsas porque estaban hechas con huesos de ave pegados con otros huesos humanos sobre una placa metálica. El antropólogo físico Guido Lombardi y el paleontólogo Rodolfo Salas-Gismondi coincidieron en que las momias de Nazca son, en realidad, «restos precolombinos alterados» para que no se aprecien como tales.
En abril de 2024, Jaime Maussan y un grupo de científicos estadounidenses anunciaron que las momias de Nazca serían sometidas a una «investigación» valorada en 300 millones de dólares con el objetivo de refutar las conclusiones del Ministerio Público peruano. El propio Maussan anunció que los resultados de la investigación se presentarían ante el Congreso de la República del Perú en noviembre de ese año. La «investigación» recibió el apoyo del senador estadounidense Tim Burchett, del Partido Republicano, conocido por ser un ferviente investigador de fenómenos aéreos no identificados, y del parlamentario peruano Germán Tacuri.
El evento de tres horas se celebró el 9 de noviembre de 2024 en la Sala Miguel Grau del Parlamento que solo se emitió en el canal de Youtube de Jaime Maussan. No se había anunciado en los medios de comunicación oficiales ni figuraba en la agenda oficial. El presidente de la cámara, Eduardo Salhuana, confirmó que el acceso de la prensa fue restringido bajo el argumento de que se trataba de «una actividad privada». El arqueólogo Flavio Estrada Moreno asistió al evento.